# 刘振强 (政治人物)
刘振强（1955年12月—），男，陕西汉中人，中华人民共和国政治人物。新疆大学中语系毕业，大学学历，文学学士学位。

## 生平
1975年8月参加工作，1983年6月加入中国共产党。历任新疆大学团委副书记、新疆大学勤工俭学办公室主任、开发公司总经理；中共新疆維吾爾自治區克孜勒苏柯尔克孜自治州阿图什市委副书记，克孜勒苏柯尔克孜自治州党委常委、组织部部长，克孜勒苏柯尔克孜自治州党委副书记、克孜勒苏柯尔克孜自治州党委政法委书记等职。2000年7月，任新疆维吾尔自治区民族事务委员会（宗教事务局）党组书记、副主任（副局长）。2013年1月，当选中国人民政治协商会议新疆维吾尔自治区委员会秘书长。2016年4月，不再担任新疆维吾尔自治区政协党组成员、秘书长职务。